# Sizzla

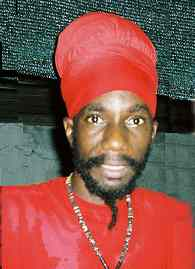
Sizzla, 2005

Sizzla Kalonji (eigentlich Miguel Orlando Collins; * 17. April 1976 in Saint Mary im Nordosten Jamaikas) ist Reggae- und Dancehall-Interpret.

## Leben

### Privat
Miguel Orlando Collins wurde 1976 im Kingstoner Stadtviertel August Town geboren. Aufgewachsen ist er in den Ghettos von Saint Mary Parish im Nordosten Jamaikas und kam dort in Berührung mit der Reggae- und Dancehall-Kultur. Collins zeigte schon früh Interesse an Technik und Elektronik und arbeitete bei verschiedenen Soundsystems als Techniker. Er begann eine Ausbildung als Mechatroniker, die er jedoch nicht beendete. Miguel Collins ist das zweitgeborene von sechs Kindern. Seine Eltern waren gläubige Rastafari. Collins selber nahm die Religion seiner Eltern ebenfalls an. Mitte der 1990er Jahre trat er dann der Bobo-Ashanti-Bewegung bei, eine Gruppe der Rastafari-Religion, die sich auf den Rasta-Heiligen Prince Emmanuel Charles Edwards stützt. Edwards wird von dieser Bewegung als Priester des Höchsten Gottes betrachtet. Andere Bobo-Ashanti-Reggae-Interpreten sind etwa Anthony B. oder Capleton. Seine Musik und Texte bekamen immer mehr Einflüsse dieser Splitterkultur. bei. Anfang 2000 studierte Sizzla Architektur an der University of Technology, Jamaica in Saint Andrew.

### Karriere

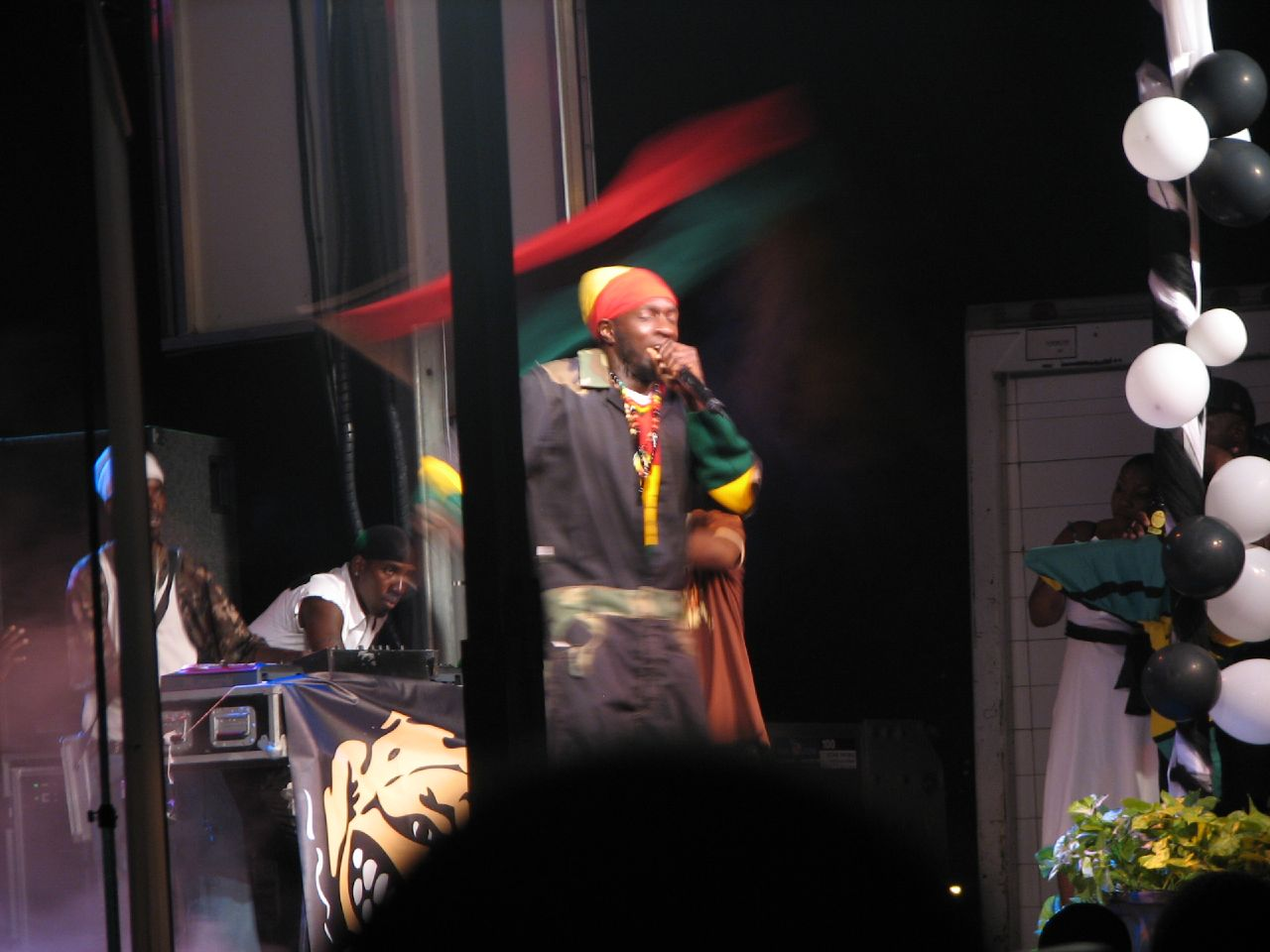
Sizzla live 2007

Seine musikalische Karriere begann er als Solokünstler mit einer Reihe nie veröffentlichter Singles. Beeinflusst wurde er hauptsächlich durch die Musik von Buju Banton, der mit seinem Album „Til Shiloh“ (1995) eine erste musikalische Verschärfung der Reggae-Musik eingeleitet hatte, und von Shabba Ranks. Für diese beiden Künstler trat er auch im Vorprogramm auf. Er ging in der Folgezeit mit dem Reggae-Künstler Luciano auf Tour und wurde schließlich vom Saxophonisten Dean Fraser entdeckt. Er arbeitete mit dem Caveman Hi-Fi Soundsystem zusammen, als er mit Bobby Dixon, genannt Bobby Digital, zusammentraf. Mitte der 1990er unterschrieb er einen Plattenvertrag beim Label Xterminator Records, wechselte dann aber zu Digital B.
Sein erstes Album erschien 1995 unter dem Namen Burning Up, blieb aber noch recht erfolglos. 1995 veröffentlichte er den Titel No White God, der ihn schließlich schlagartig bekannt machte. Den internationalen Durchbruch schaffte er mit dem Nummer-1-Album Black Woman & Child (1997) mit Bobby Digital. Seit dieser Zeit veröffentlicht er jährlich mehrere Alben, verteilt über verschiedene Plattenfirmen. Ende der 1990er veröffentlicht er so genannte „slack tunes“, pornografische Lieder, die explizit den geschlechtlichen Aspekt thematisieren, und erregt so den Unmut der Reggae-Kultur.
Während seiner Studienzeit ab 2000 wurde er von höheren Bobo Ashanti wegen seiner sogenannten Slack-Liriks (gewaltverherrlichende und inhaltlich sexuelle Texte) ermahnt. Danach nahm er sich textlich zurück, um die verunsicherten Fans nicht zu enttäuschen. Er änderte die Ausrichtung seiner Musik. Der sexuelle Aspekt wurde fallen gelassen, dafür schrieb er nun sozialkritische und „positive Texte“, die jedoch an einigen Stellen auch weiterhin zur Gewalt aufriefen und den Schusswaffengebrauch verherrlichten, jedoch in einem anderen Zusammenhang.
Im März 2005 wurde seine Wohnung im Rahmen der „Operation King Fish“ von britischen und jamaikanischen Spezialeinheiten der Polizei durchsucht. In seiner Wohnung wurden automatische Waffen gefunden; Sizzla und 30 seiner Gefolgsleute wurden verhaftet, er selbst als Drahtzieher einer kriminellen Organisation namens „Judgement Yard“ angeklagt, Vorwürfe, die allerdings später fallengelassen wurden. „Judgement Yard“ wird von ihm als „Familie“ tituliert, die aus loyalen Freunden bestehe.

## Kontroverse über homophobe Liedtexte und Äußerungen
Sizzla besitzt in seinem Song-Repertoire sogenannte Battyman-Tunes, in denen abwertende Ausdrücke für homosexuelle Männer verwendet werden und teilweise offen zur Gewalt gegen sie aufgerufen wird. Einige Texte Sizzlas wurden in Deutschland von der Bundesprüfstelle für jugendgefährdende Medien als gewaltverherrlichend und jugendgefährdend eingestuft, weshalb 2009 die beiden Sizzla-Alben Rastafari und Kings of Dancehall indiziert wurden.
In Pump Up Her Pum Pum heißt es unter anderem: Shot Battybwoy My Big Gun Boom!!!
Deutsch: Erschieße den Arschjungen [Schwulen], [du] mein großes Gewehr, Bumm!!!
In einer Pressekonferenz nach dem Summerjam Festival 2007 in Köln erklärte er: „Gehst du zu anderen Männern, ziehst du [das Ansehen deiner Mutter] in den Schmutz. Ein Mann muss sich entscheiden, ob er ein Stück Dreck sein will oder ein stolzer Mann. […]“
In einem Interview in der Riddim 01/08 erklärt Sizzla: „Selbst wenn wir singen, kill Battyman, dann ziehen wir nicht los und bringen Menschen um. Das ist kein Aufruf zur Gewalt. […] Wir können es [aber] nicht hinnehmen, dass kleine Jungs vergewaltigt werden, genauso wenig dass minderjährige Mädchen missbraucht werden.“
Im Rahmen der Stop the Murder Music Kampagne wurde versucht, Auftritte von Sizzla zu verhindern.
Er unterschrieb jedoch 2007 den Reggae Compassionate Act (kurz: RCA), in welchem er sich auf „Respekt gegenüber Andersdenkenden als Grundlage für seine Arbeit“ festlegt. Sizzla hatte allerdings, nach Informationen des LSVD auch nach der Unterzeichnung auf seiner Europatournee 2007 und in Jamaika, noch die kritisierten Texte im Programm, wobei er teilweise das Publikum die inkriminierten Textteile singen ließ. Später bestritt er sogar wiederholt die Unterzeichnung. Die Agentur „contour-music“, die in der Vergangenheit Konzerte von Sizzla in Deutschland organisiert hatte, hat 2010 angekündigt, den Sänger nicht mehr zu vertreten.
Aufgrund von Sizzlas Äußerungen sowie Meldungen der deutschen Botschaft in Jamaika erwirkte das Auswärtige Amt und das Bundesinnenministerium, dass der Künstler im Schengener Informationssystem zur Zurückweisung bzw. zur Nichteinreise für den Schengenraum ausgeschrieben wurde. Deshalb durfte er einige Zeit in der Europäischen Union nicht mehr auftreten.
Allerdings wurde das Einreiseverbot nach 2008 nicht verlängert. Trotz der seinerzeit noch bestehenden Ausschreibung gelang es Sizzla, nach Österreich einzureisen und dort am 12. Mai 2008 im „Planet Music“ ein Konzert zu geben. Bei einem in Spanien geplanten Auftritt wurde Sizzla sofort am Flughafen Madrid verhaftet und zurückgeschickt.
2009 und 2010 wurden einige Konzerte in Deutschland, unter anderem die Teilnahme am Chiemsee Reggae Summer 2010, auf Grund des öffentlichen Drucks abgesagt, da der Veranstalter wegen angekündigter Demonstrationen linker Gruppierungen Sicherheitsbedenken hatte. Andere Konzerte fanden trotz vereinzelt starker, andernorts geringer oder völlig ohne Proteste statt.
Im Jahr 2013 wurde Sizzla vor seinem Auftritt auf dem Sting Festival in Portmore, Jamaika, bei welchem er seit Jahren als einer der Hauptacts darstellt, mehrmals von Seiten der Organisation gewarnt, homophobe Songs während des Auftrittes zu performen. Nachdem er sich auf der Bühne öffentlich dazu geäußert hatte, wurde ihm ein lebenslanges Auftrittsverbot auf dieser Veranstaltung erteilt.

## Diskografie

### Alben
- 1995 – Burning Up – RAS Records Inc.
- 1997 – Black Woman & Child – Digital-B
- 1997 – Praise Ye Jah – XTerminator
- 1998 – Good Ways – Digital-B
- 1998 – Freedom Cry – VP Records
- 1998 – Kalonji – XTerminator
- 1998 – Reggae Max – Jet Star Records
- 1999 – Be I Strong – VP Records
- 1999 – Royal Son of Ethiopia – Greensleeves Records
- 2000 – Words of Truth – VP Records
- 2000 – Bobo Ashanti – Greensleeves Records
- 2000 – Liberate Yourself I – Kariang Records
- 2000 – Liberate Yourself II – Kariang Records
- 2001 – Rastafari Teach I Everything – Greensleeves Records
- 2001 – Black History – Charm
- 2001 – Taking Over – VP Records
- 2002 – Ghetto Revolution – Greensleeves Records
- 2002 – The Story Unfolds – The Best Of – VP Records
- 2002 – Blaze Up the Chalwa – Charm
- 2002 – Da Real Thing – VP Records
- 2002 – Blaze Fire Blaze – Whodat Records
- 2002 – Hosanna – Reggae Central
- 2003 – Rise to the Occasion – Greensleeves Records
- 2003 – Light of My World – Charm
- 2003 – African Children – Fire Ball Records
- 2003 – Ever So Nice – White Label
- 2003 – Red Alert – Jet Star Records
- 2004 – Brighter Day – Kingston Records
- 2004 – Life – Greensleeves Records
- 2004 – Speak of Jah – Bogalusa
- 2004 – Kings of Dancehall Vol. III: Sizzla – Charm (indiziert)
- 2004 – Jah Knows Best – Sanctuary Records
- 2005 – Soul Deep – Greensleeves Records
- 2005 – Burning Fire – Penitentiary Records
- 2006 – Ain’t Gonna See Us Fall – VP Records
- 2006 – Waterhouse Redemption – Greensleeves Records
- 2006 – Jah Protect – Penitentiary Records
- 2006 – The Overstanding – Damon Dash Music Group
- 2006 – Esta Loca „Bless the Mixtapes“ – Dance Factory
- 2007 – I-Space – Greensleeves Records
- 2007 – Children of Jah – Penitentiary Records
- 2008 – Rastafari – Penitentiary Records (indiziert)
- 2008 – Stand Tall – Greensleeves Records
- 2009 – Ghetto Youth-Ology – Greensleeves Records
- 2010 – Crucial Times – Greensleeves Records
- 2011 – Sons of Jamaica – PMI Jet Star
- 2011 – The Scriptures – John John Records
- 2011 – Welcome to the Good Life – VP Records
- 2012 – The Chant – John John Records
- 2012 – In Gambia – VP Records
- 2013 – The Messiah – VP Records
- 2014 – Radical – VP Records
- 2014 – Born a king

### Singles, Dubplates (Auswahl)
- 1994: We Want Love – (XTerminator)
- 1994: Mothers of Nations – (XTerminator)
- 1995: I’m Not Sure – (Exterminator)
- 1995: Holding Firm – (Star Trail)
- 1995: Life’s Road – (XTerminator)
- 1995: Judgement Morning – (XTerminator)
- 1995: Big & Bold – (Digital B)
- 1995: True God – (XTerminator)
- 1995: Blasphime – (XTerminator)
- 1995: Have No White God – (XTerminator)
- 1996: No Time to Gaze – (Digital B)
- 1996: Black Woman And Child – (Digital B)
- 1996: Dem a Wonder – (XTerminator)
- 1996: Did You Ever – (XTerminator)
- 1996: Purified Woman – (Cell Block 321)
- 1997: Praise Ye Jah – (XTerminator)
- 1997: Healing of the Nation – (Kariang Records)
- 1997: From Long Time – (Kariang Records)
- 1997: Woman Mi Love – (XTerminator)
- 1997: Kings of the Earth – (XTerminator)
- 1997: Homeless – (XTerminator)
- 1998: Real – (XTerminator)
- 1998: Pull the Resources – (Brickwall)
- 1998: Till It Some More – (XTerminator)
- 1998: Mockries & Phrase – (Digital B)
- 1999: Strength & Hope – (XTerminator)
- 1999: Rain Showers – (XTerminator)
- 1999: The World – (XTerminator)
- 1999: Love of a Lifetime – (Digital B)
- 1999: Good Looking & Pretty – (Xterminator Uk.)
- 1999: Love Is All – (Xterminator Uk.)
- 1999: Anytime Now – (Greensleeves Records)
- 1999: Why Boast – (XTerminator)
- 1999: In This Time – (Greensleeves Records)
- 1999: Jail House Break – (Fat Eyes Records)
- 1999: Bad Man Deh – (Crown Star)
- 1999: Brain Wash – (Crown Star)
- 1999: By Your Words – (Kariang Records)
- 1999: Dem Ago Suffer – (Cali Bud)
- 1999: Do the Right Thing – (World Wide Success)
- 1999: Get We Out – (Kariang Records)
- 1999: Good Conquer Evil – (XTerminator)
- 1999: Herb Man a Smoke – (XTerminator)
- 1999: Search Fi Hardcore – (XTerminator)
- 1999: Submerge Cocaine Base – (XTerminator)
- 1999: All Praises to Jah – (Mad Doc)
- 2000: Bun Dem Out – (Love Promotions)
- 2000: Keep It Real – (Hi-Grade Music)
- 2000: Do Good Every Time – (Digital-B)
- 2000: Babylon Kill Seven – (Annex)
- 2000: This Is It – (True Love Records)
- 2000: Fuss Ting – (Spragga Roots)
- 2000: Bushy, Bushy – (Annex)
- 2000: Life Is Eternal – (Safire Music)
- 2000: Ever Living Life – (XTerminator)
- 2000: Never Wanna Herd a Dem – (Brickwall)
- 2000: Jump Nuh – (XTerminator)
- 2000: Gone a War – (XTerminator)
- 2000: Woman Caan Too Much – (Annex)
- 2000: Link Up – (XTerminator)
- 2000: To the Point – (CJ Records)
- 2000: Advance – (True Blue Family)
- 2000: Nah Fi Ask – (Crown Star)
- 2000: Mind Over Matter – (Harmodio)
- 2000: Life – (Spragga Roots)
- 2000: Live And Give Praises – (Harmony House)
- 2000: Fear No Foe – (Manatee Records)
- 2000: Bam Rush – (Adex Records)
- 2000: Heard of Dem – (Greensleeves Records)
- 2000: Bus Out a Dis – (Annex)
- 2001: Karati – (Kings of Kings)
- 2001: Taking Over – (XTerminator)
- 2001: Done Nothing For Us – (Harmony House)
- 2001: Babylon Get Demolish – (In Time Music)
- 2001: Straight to the Top – (Peer Pressure)
- 2001: Strait Forward – (Big Jeans Records)
- 2001: Trample – (Dé Javù Productions)
- 2001: Again – (Dé Javù Productions)
- 2001: The One I Love You – (Energy Production)
- 2001: Gimmi Di Woman Dem – (Fat Eyes Records)
- 2001: It’s All Yours – (First Name Music)
- 2001: It’s Getting Better – (Kickin Productions)
- 2001: Girls And Roses – (Stone Love)
- 2001: Thought For Today – (XTerminator)
- 2001: Golden Sunshine – (Crown Star)
- 2001: Boom And Go Through – (Digital-B)
- 2001: Biggest Talk – (321 Strong)
- 2001: Pump Up – (Black Shadow Records)
- 2001: Leaving Babylon – (Kings of Kings)
- 2001: Top a Di Line – (Mo' Music Productions)
- 2002: I Love Jah – (Massive B)
- 2002: Thank U Mama / Solid as a Rock – (VP Records)
- 2002: Give Jah Praise – (Star Trail)
- 2002: Living Colours – (Fat Eyes Records)
- 2002: For Your Love – (In the Streetz Records)
- 2002: Azanido – (Techniques Records)
- 2002: 2 Much – (Annex)
- 2002: All the Girls – (Annex)
- 2002: A Wah Sun – (BRAT Productions)
- 2002: She Have the Whole a It – (Hot Tracks)
- 2002: Up to Date – (G-String Music)
- 2002: Lion Fi Roar – (True Blue Family)
- 2002: Oh Girl – (Heights of Heights)
- 2002: Living Up – (Q45)
- 2002: The Struggling On – In the Streetz Records
- 2002: Like Mountain – (Firehouse Crew)
- 2002: Show Love – (Rising Sun Records)
- 2002: African Children – (Manatee Records)
- 2002: Always Think About Girl – (Hands & Heart)
- 2002: Just Through My Love – (Hall Productions)
- 2002: Solid as a Rock – (Platinum)
- 2002: Girls Dem Cute – (Annex)
- 2002: Love You – (Fire Ball Records)
- 2002: Kick Dem – (Annex)
- 2002: Grabon – (Annex)
- 2002: Condemn – (Annex)
- 2002: Pure Love – (Germaican Records)
- 2002: Thanks And Praise – (John John Records)
- 2002: Baby Love – (In the Streetz Records)
- 2002: Cherish Da Love – (Hands & Heart)
- 2002: Crush Dem Out – (Lustre Kings)
- 2002: Lion Paw – (In the Streetz Records)
- 2002: Perfect One – (Vibes Corner Productions)
- 2002: Love So Pure – (Xplicit Productions)
- 2002: Real Top Natch – (Vietnam Records)
- 2002: That’s Right – (Heights of Heights)
- 2002: Hard – (Awful Music)
- 2002: Treat You Like a Lady – (Energy Production)
- 2002: Push It Up – (Mo' Music Productions)
- 2002: Sha-La-La – (Royal Blend)
- 2002: Two Hot 2 Handle – (John Shop Records)
- 2002: Volcano – (Reggae Central)
- 2002: Can’t Touch Mi Turf – (Golden Cartel Records)
- 2002: No Dis Like Book – (Massive B)
- 2003: Just One of Those Days – (VP-Records)
- 2003: Can’t Keep Us Down – (Pow Pow Productions)
- 2003: Children of Today – (CJ Records)
- 2003: Subterranean Homesick Blues – (Ras Jamaica)
- 2003: Live Up – (Ino Ino Records)
- 2003: Dam Rude – (Vikings Production)
- 2003: Show the Interest – (Germaican Records)
- 2003: Good Things – (John Shop Records)
- 2003: Why Should I – (Digital-B)
- 2003: Peculiar Treasure – (Kariang Records)
- 2003: Smiling Faces – (Sweet Sadie’s Production)
- 2003: There She Goes – (Mo' Music Productions)
- 2003: Rally Rally – (Creation Star Music)
- 2003: Watch How – (In the Streetz Records)
- 2003: Rock My World – (In the Streetz Records)
- 2003: Give Me a Cry – (Don Corleon Records)
- 2003: These Are the Days – (Blaxxx Records)
- 2003: Love an Affection – (Massive B)
- 2003: Your Love Is – (Fire Ball Records)
- 2003: Don’t Have Jah – (Baby Father Records)
- 2003: I Was Born / All Is Well / Give Me a Try – (Greensleeves Records)
- 2003: Just You And Me – (Creation Star Music)
- 2003: Can’t Stop This – (17a)
- 2003: Can’t Stop Loving You – (Bigga Headz Production)
- 2003: Peace – (Jam II Records)
- 2003: Let’s Go – (Pow Pow Productions)
- 2003: Black Supreme – (Free Willy)
- 2003: Subterranean Homesick Blues – (Kariang Records)
- 2003: Let the Children Live – (Jammy’s Records)
- 2003: Making Sad Mistake – (Free Willy)
- 2003: Never Stop Loving You – (Diplomat Inc.)
- 2003: Wild World – (Beat Ruut Music)
- 2003: I’ll Be There For You – (V1 Records)
- 2003: Properly Attired – (Pure Music Productions)
- 2003: To the Top – (Stone Love)
- 2003: Destroy Them – (Kic' For Kic' Records)
- 2003: Real People – (XTerminator)
- 2003: Be Like Us – (Platinum Power Productions)
- 2003: Pure & Strong – (Kariang Records)
- 2003: That’s O.K. – (South Block)
- 2003: Praise Jah And Live – (Ras-I Records)
- 2003: Whe Dem Want – (Big League Productions)
- 2003: Talk About – (Irie Vibes)
- 2003: Step Pan Dem – (John John Records)
- 2003: Sexual Appeal – (Mark of the West)
- 2003: Panty Raid – (Awful Music)
- 2003: Love Me – (Don Corleon Records)
- 2003: It’s Burning – (Don Corleon Records)
- 2003: Wealthy Rich – (Hot-A-Tac)
- 2003: If We No Love – (Reggae Central)
- 2003: Too Hot Remix – (John Shop Records)
- 2003: Give Thanks to Jah – (Cali Bud)
- 2003: The Love You Are Showing – (Big Stone Productions)
- 2003: Holy Mount Zion – (Blacker Dread)
- 2003: Famous – (Sajay)
- 2003: Bad Company – (Kings of Kings)
- 2003: Obstacles – (Germaican Records)
- 2004: Nuh Can’t Do Wi – (Fre$ha$)
- 2004: Take Control – (Star Trail)
- 2004: Jah Never Fail I – (Massive B)
- 2004: Scream – (Rattler Records)
- 2004: Only Takes Love – (South Rakkas Crew)
- 2004: Baby – (Togetherness Records)
- 2004: Damn – (Ajah Records)
- 2004: Just One of Those Days – (Digital-B)
- 2004: Good Over Evil – (Special Delivery Music)
- 2004: Think of It – (H2O Productions)
- 2004: Free – (Down Sound Records)
- 2004: Love So Real – (Hi-Score Music)
- 2004: I’m So Blessed – (Rize’n Entertainment)
- 2004: Got It Right Here – (Digital-B)
- 2004: Girl Your Mine – (Xtremist)
- 2004: Fat Stuff – (In Time Music)
- 2004: I’LL Always Love You – (Germaican Records)
- 2004: Love For You – (Dirt Worx Entertainment)
- 2004: Precious Gift – (Jamstyle Records)
- 2004: Truth – (Firehouse Crew)
- 2004: What a Scene – (Ice-Berg Records)
- 2004: For You – (5th Element Records)
- 2004: Love And Care – (Voice Stream Production)
- 2004: Kick Dem Out – (Red Dragon Music)
- 2004: Woman a Request It – (Roaring Lion Records)
- 2004: Just Be Clean – (KT Records)
- 2004: Heart Mind And Soul – (KT Records)
- 2004: The People Are Suffering – (KT Records)
- 2004: Render Your Heart – (Kennedy International Records)
- 2004: Much More – (Al.Ta.Fa.An.)
- 2004: All Is Well – (Vendetta Records)
- 2004: Bad Mind And Corrupt – (Sajay)
- 2004: Wrath – (Black House Records)
- 2004: Run Out Pon Dem – (Jah Snowcone)
- 2004: Disrespect – (Vendetta Records)
- 2004: Push & Shove – (Don Corleon Records)
- 2004: Be Strong – (Don Corleon Records)
- 2004: Smokin Herbs – (Massive B)
- 2005: Where R U Running To – (Don Corleon Records)
- 2005: Moving On – (9 Sounds Klik)
- 2005: Kick Dem – (RMC Records)
- 2005: Fun Time – (Hands & Heart)
- 2005: Love – (WWW.Flavasquadent Com)
- 2005: Shake Up Yu Na Na – (In the Streetz Records)
- 2005: Jah Protect My Life – (In the Streetz Records)
- 2005: Get Dem Girl – (S & B Productions)
- 2005: Long, Long, Long – (Rising Sun Records)
- 2005: Don’t Dis – (Opera House)
- 2005: Daily – (John John Records)
- 2005: Got It Going On – (Free Willy)
- 2005: No Bed of Roses – (Broken Language Production)
- 2005: Blessing – (Zarek)
- 2005: Cut And Clear – (Reggae Central)
- 2005: Hear Dem Talking – (Bread Back Productions)
- 2005: Better Way Out – (Harmodio)
- 2005: Flare Dem Up – (North Pole)
- 2005: Marijuana – (Mo Fire Records)
- 2005: Come Give Me Love – (Delperies Records)
- 2005: Girl Come And See Me – (Don Corleon Records)
- 2005: Good Morning – (Don Corleon Records)
- 2005: Righteouness – (Down Sound Records)
- 2005: Greater Than Hate – (FIP Records)
- 2005: Mount Zion – (Don Corleon Records)
- 2005: Be Like Us – (Firecracker Records)
- 2005: Pretty Girls – (Dem Yute Deh Music)
- 2005: Give Jah Thanx – (Massive B)
- 2005: I’m Free – (Master One Productions)
- 2005: Race Up – (Alto Lindo)
- 2005: All I Want – (Greensleeves Records)
- 2005: Den Why – (Don Corleon Records)
- 2005: Don’t Judge – (Clique Muzique)